# 佐和正
佐和 正（さわ ただし、1844年3月6日（天保15年1月18日） - 1918年（大正7年）11月6日）は、幕末の仙台藩士、明治期の警察官僚。官選青森県知事、錦鶏間祗候。字・士徽、猛春。変名・谷地孝治。富田鐵之助、鈴木大亮とともに仙台三傑と称された。

## 経歴
陸奥国仙台で仙台藩士・佐和脩平の二男として生まれる。後藤家の養子となり後藤正左衛門と改名（明治維新後、本姓に復す）。藩校・養賢堂で学び、江戸にも遊学した。大政奉還後の京都で情報収集を行う。奥羽鎮撫総督府下向の後に京都を立ち帰仙。額兵隊出陣の際の檄文を作成。藩の降伏後、明治元年（1868年）10月に投獄され、明治2年（1869年）3月出獄するも、主戦派の粛清が行われた際に脱藩。明治3年（1870年）5月に赦免され復籍した。
明治3年（1870年）、明治政府に出仕し弾正使に就任。警視庁に移り少警視、一等警視となる。1879年2月12日、川路利良大警視に随行してヨーロッパ各国の警察を視察し、1880年8月21日に帰国。また、1885年2月、朝鮮で起きた甲申政変の事後処理のため清に派遣された伊藤博文特命大使に随行した。
その後、内務書記官に就任。1889年12月26日、第1次山縣内閣により青森県知事に登用された。第1回衆議院議員総選挙の実施、府県制施行、郡制施行、県立学校・郡役所の移転問題、明治三陸地震の災害への対応などに尽力。約7年間の知事在任は同県官選知事の中で最長。1896年8月12日、知事を依願免本官となり退官した。1897年12月28日、錦鶏間祗候を仰せ付けられる。
その後、1898年に日本赤十字社理事に就任した。

## 栄典・授章・授賞
位階
- 1890年（明治23年）11月1日 - 従四位[8]
- 1895年（明治28年）12月10日 - 正四位[9]
- 1896年（明治29年）9月21日 - 従三位[10]

勲章等
- 1889年（明治22年）11月29日 - 大日本帝国憲法発布記念章[11]
- 1892年（明治25年）6月29日 - 勲四等瑞宝章[12]

## 逸話
川路利良述『警察手眼』（1876年）の校閲を行っている。

## 著作
- 『航西日乗』上中下、1884年。